# Fritz Platten
 (janvier 2017).
Fritz Platten, né le 8 juillet 1883 à Tablat et mort le 22 avril 1942 dans un camp de travail en Russie, est une personnalité politique suisse membre du Parti socialiste, puis du Parti communiste suisse.

## Biographie
Après avoir suivi un apprentissage de serrurier à Zurich, Fritz Platten part à Riga où il participe à la première révolution russe en 1906 avant de revenir en Suisse deux ans plus tard. Il rejoint alors le Parti socialiste suisse dont il est membre de la direction dès 1912, puis secrétaire entre 1915 et 1919. Parallèlement, il est élu au législatif de ville de Zurich de 1916 à 1919, puis à nouveau de 1922 à 1923 et au Conseil national de 1917 à 1919, puis à nouveau de 1920 à 1922. 
Après avoir été un des organisateurs du retour de Lénine en Russie en 1917, négociant avec les autorités allemandes,  le 1er janvier 1918, il sauve probablement la vie du leader bolchevik en étant blessé à sa place lors d'un attentat.
Cofondateur du parti communiste suisse en 1921, il repartit pour l'URSS deux ans plus tard. Arrêté dans le cadre des purges staliniennes en 1938, il fut déporté et fusillé dans un camp de travail en  avril 1942.